# Colomba di Pagliara
Colomba di Pagliara, nota come Santa Colomba (Pagliara, 1100 – Monte Infornace, gennaio 1116), è stata una santa italiana.
Raro esempio di eremitismo femminile,  Santa Colomba è definita da molti "patriarca dell'alpinismo abruzzese".

## Biografia

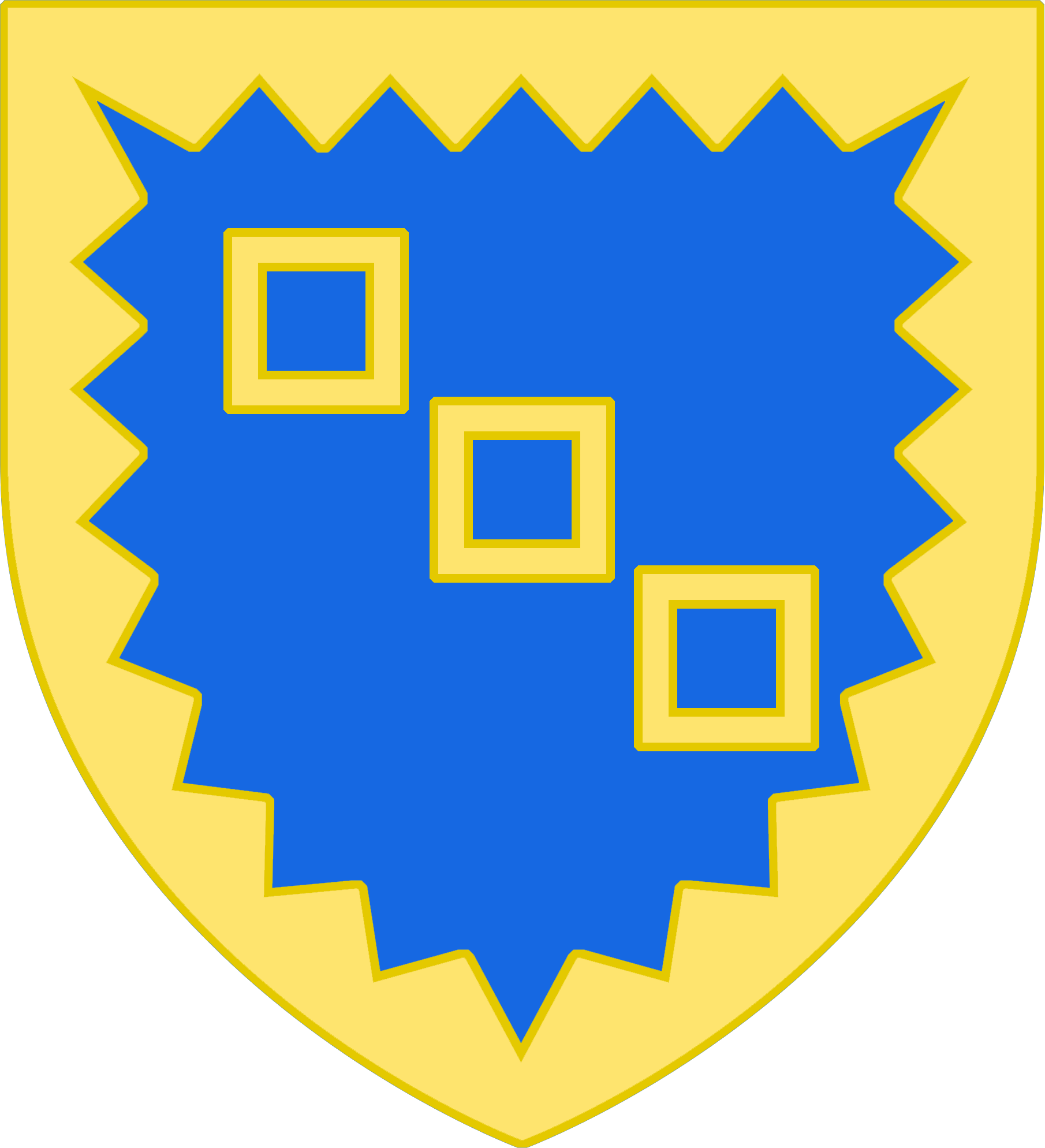
Stemma della famiglia Pagliara, cui Colomba apparteneva

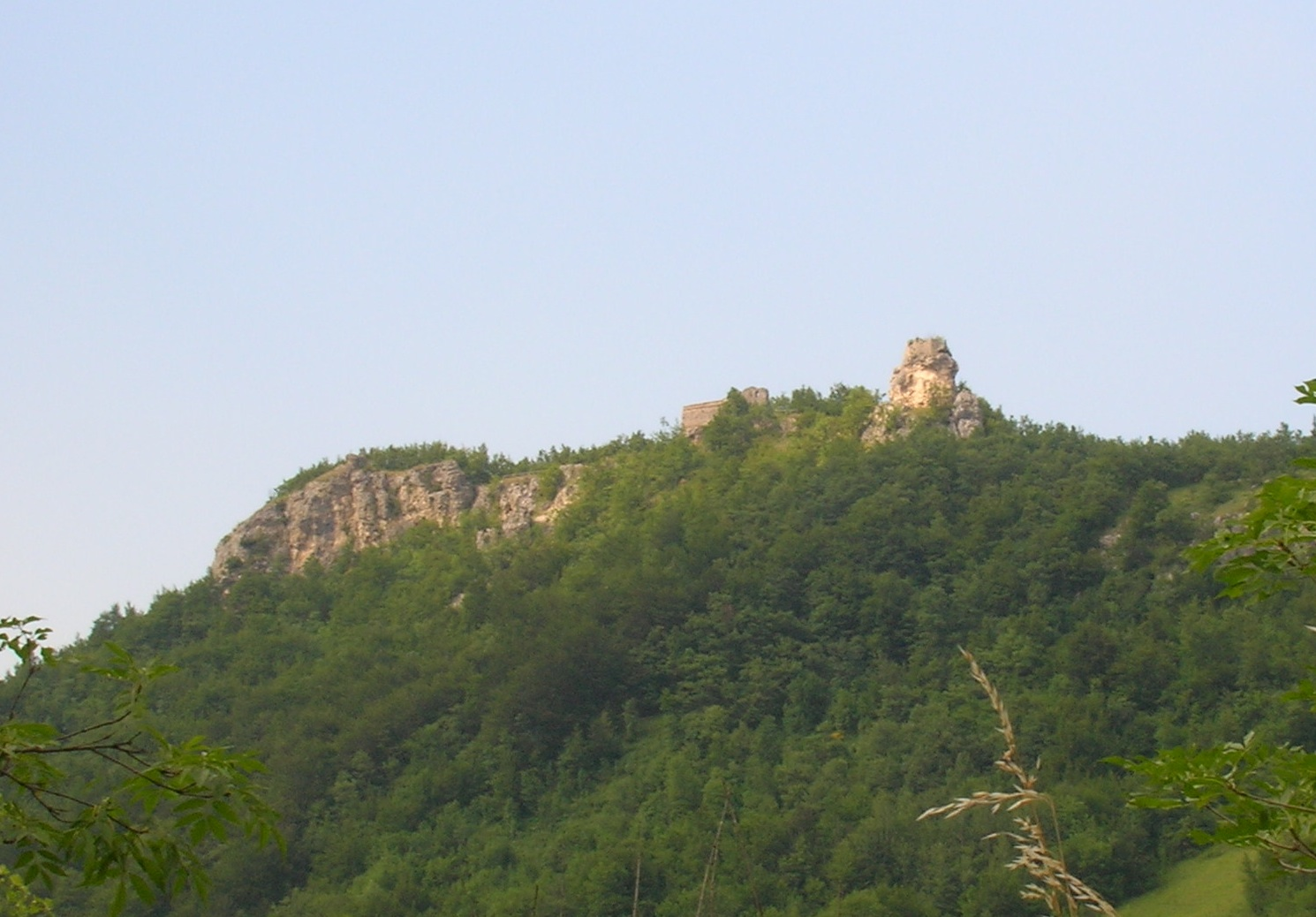
Rovine del Castello di Pagliara.

Santa Colomba era la quinta figlia dei Conti di Pagliara e sorella di San Berardo, vescovo di Teramo.
Giovanissima, abbandonò gli agi familiari per una vita di preghiera e ascesi e salì sul Gran Sasso, a 1234 metri, a mezza costa sotto una rupe, del Monte Infornace, per abitare un piccolo romitorio ricavato in una grotta.
Il fratello Berardo era nell'Abbazia di San Giovanni in Venere quando, per la fama delle sue virtù, venne eletto vescovo di Teramo. Prima di prendere tale incarico, già ne era dubbioso, passò per la casa paterna e scoprì che la sorella se ne era andata. Si diresse, dunque, verso i monti nonostante la neve di gennaio e, vide un filo di fumo uscire da una casupola. Bussò per chiedere ospitalità e si trovò di fronte sua sorella. Colomba pensava con tristezza che non aveva nulla da offrire in pasto al fratello, allora scorse dalla finestra un vicino ciliegio coperto di neve. Lo fece fruttificare e ne raccolse i frutti per ristorare il fratello.
Durante la notte Colomba ebbe forti dolori al fianco e le sue grida fecero accorrere il fratello che ebbe appena il tempo di confessarla e comunicarla. Colomba spirò e fu sepolta da Berardo nella casupola.

## Culto e reliquie
Il fratello di Colomba, San Berardo, vescovo di Teramo, fece erigere poco lontano dalla grotta una piccola chiesetta, che venne consacrata nel 1216 da san Anastasio, vescovo di Penne. È certa l'esistenza nell'anno 1328 di una chiesa dedicata alla Santa. Nel 1595 le reliquie della Santa furono portate dalla chiesetta montana alla parrocchia di Santa Lucia di Pretara.
Nelle vicenanze della grotta si trova un segno a rilievo sulla roccia, detto Pettine di santa Colomba, a ricordo dell’uso fattone dalla giovane per ravvivare la sua lunga capigliatura; nei dintorni appare anche un’impronta di mano impressa nella roccia, a ricordo dell’appoggio fatto dalla Santa, salendo lo scosceso monte.
I due "segni" si collegano al culto delle pietre, ancora fiorente in Abruzzo, anche per la presenza di una buca miracolosa, esistente sotto l’altare della chiesetta; i devoti ritengono che introducendo il capo nella buca, possono essere risanati da alcune malattie.
La festa liturgica di Santa Colomba è il 1° settembre. Con ricorrenza quinquennale dal 1595, anno della traslazione delle reliquie, si svolgono le Feste di Santa Colomba, dove messe, processioni, banda e rievocazioni in costumi, celebrano la Santa e ne raccontano la vita.